# Kabinet-Pflimlin
Het kabinet-Pflimlin was een Frans kabinet tijdens de Vierde Republiek. Het regeerde van 14 mei 1958 tot 1 juni van dat jaar.

## Kabinet-Plimlin
- Pierre Pflimlin (MRP) - Président du Conseil (premier)
- Guy Mollet (SFIO) - Viceprésident du Conseil (vicepremier)
- Maurice Faure (PRS) - Minister van Binnenlandse Zaken
- Pierre de Chevigné (MRP) - Minister van Gewapende Strijdkrachten
- Edgar Faure (PRS) - Minister van Financiën, Economische Zaken en Planning
- Paul Ribeyre (CNIP) - Minister van Handel en Industrie
- Paul Bacon (MRP) - Minister van Arbeid en Sociale Zekerheid
- Robert Lecourt (MRP) - Minister van Justitie en Grootzegelbewaarder
- Jacques Bordeneuve (PRS) - Minister van Nationaal Onderwijs
- Vincent Badie (PRS) - Minister van Veteranen en Oorlogsslachtoffers
- Roland Boscary-Monsservin (CNIP) - Minister van Landbouw
- André Colin (MRP) - Minister van Franse Overzeese Gebiedsdelen
- Édouard Bonnefous (UDSR) - Minister of Openbare Werken, Transport en Toerisme
- André Maroselli (PRS) - Minister van Volksgezondheid en Bevolking
- Pierre Garet (CNIP) - Minister van Wederopbouw en Volkshuisvesting
- Édouard Corniglion-Molinier (URAS) - Minister voor de Sahara
- Félix Houphouët-Boigny (RDA) - Minister van Staat

Wijzigingen:
- 17 mei 1958 - Maurice Faure (PRS) wordt minister van Europese Instituties. Jules Moch (SFIO) volgt Faure op als Minister van Binnenlandse Zaken. Albert Gazier (SFIO) treedt tot het kabinet toe als minister van Informatie. Max Lejeune (SFIO) volgt Félix Houphouët-Boigny (RDA) op als minister van Staat.

## Weetje
Op 28 mei 1958 kreeg sportverslaggever Barend Barendse tijdens zijn verslag van Olympia's Tour door Nederland via de mobilofoon de melding: "Pflimlin is gevallen". Waarop Barendse riep: "Aan namen heb ik niks, rugnummers moet ik hebben". De melding had echter geen betrekking op een wielrenner, maar op de val van het kabinet-Pflimlin.